# Schloss Kahlsperg

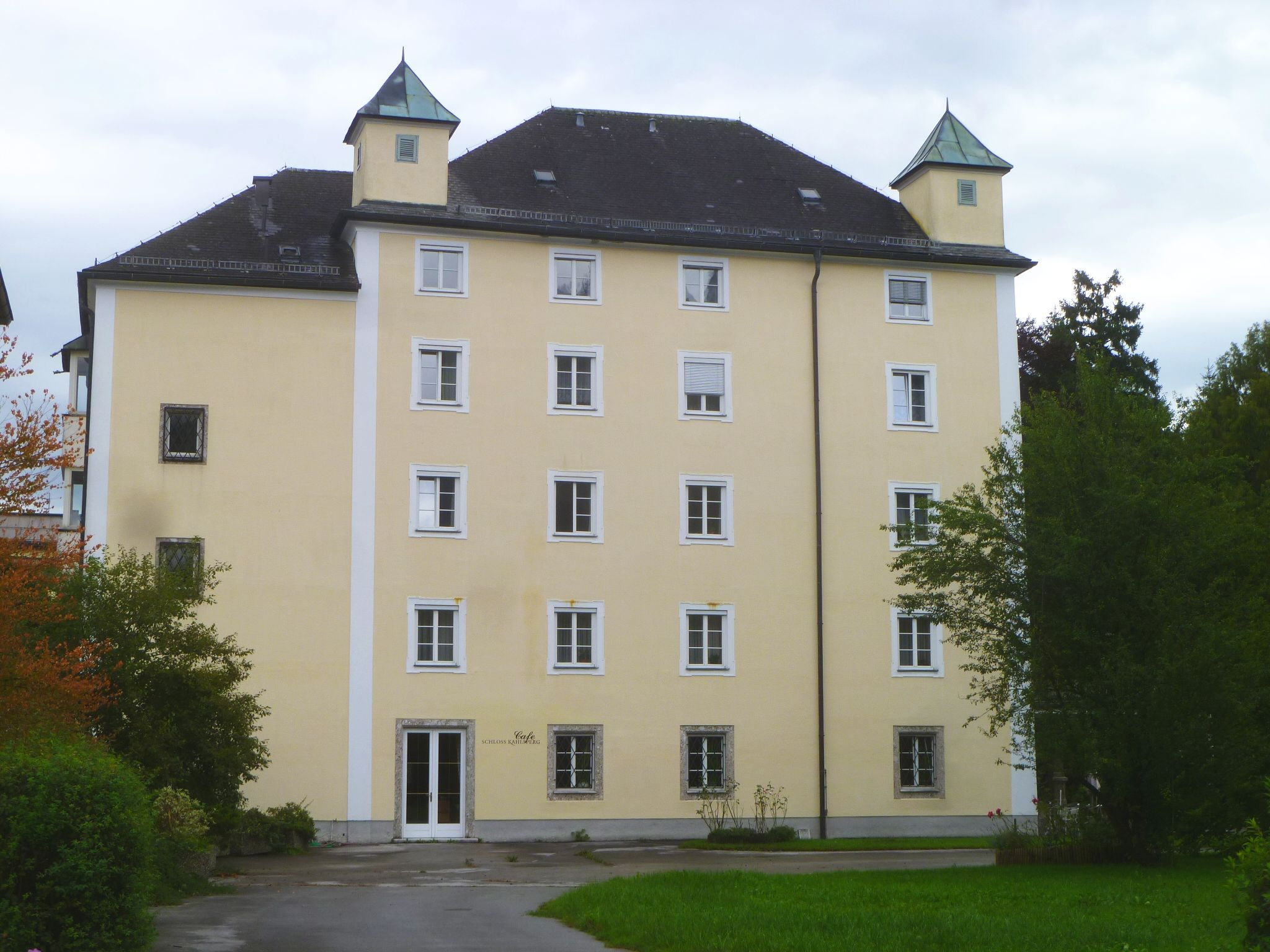
Schloss Kahlsperg heute

Schloss Kahlsperg liegt in der Gemeinde Oberalm im Bezirk Hallein in Salzburg (Kahlspergstraße 24). Es ist denkmalgeschützt und hat die ObjektID 4956.

## Geschichte
Der heute übliche Name „Kahlsperg“ leitet sich von dem steirischen Geschlecht der „Chalasperger (Chalhochsperger, Kalchsberger)“ ab, die von 1250 bis ins 15. Jahrhundert in salzburgischen Urkunden aufscheinen. Ortlof von Chalochsperge war Vogt des Salzburger Domkapitels und des Stiftes Admont. Er überwarf sich mit Erzbischof Friedrich von Walchen und wurde von diesem auf seiner Burg Moosham belagert. 1281 musste er kapitulieren und wurde des Landes verwiesen. Ortolfs Sohn Wulfing nennt sich der Goldegger, was darauf schließen lässt, dass die Kahlsperger mit den Herren von Goldegg verwandt waren, die zu dieser Zeit ebenfalls in eine Fehde mit dem Salzburger Erzbischof verwickelt waren. Im 14. Jahrhundert waren die Kahlsperger in Oberalm ansässig, da Wulfing von Obernalbm 1338 vom Pfarrer Eckhart von Hallein das Wittumsgut Rosenawe verliehen erhielt. 1368 wird vom Bischof Friedrich vom Chiemsee bestätigt, dass Ulrich der Chalensperger seinen Töchtern ein Gut beim Nockstein übergeben habe. Weitere Kahlsperger tauchen im 15. Jahrhundert als erzbischöfliche Beamte auf, die vermutlich nur die Burghüter auf Kahlsperg waren.
Ab der Mitte des 15. Jahrhunderts gehörte Kahlsperg den Nußdorfern. Diese ließen den Sitz in seine heutige Gestalt umbauen. 1507 wohnte hier Leonhart Lantzing zu „Kalaschperg“. 1532 verkaufte David von Nußdorf, Erbmarschall und Pfleger zu Tittmoning, den Ansitz an Leonhard Harder, kaiserlichen Gegenhandler des Salz- und Einnehmeramtes Gmunden. Dessen Erben verkauften 1570 Kahlsperg an Hans Panicher von Wolkensdorf. Diesem folgten im Besitz 1604 Viktor Christalnigg und 1612 Wolf Sigmund von Haunsperg. Franz Rudolf von Haunsperg verkaufte den Besitz 1637 an Katharina von Lodron. Diese erhielt 1638 die Erlaubnis, den Ansitz mitsamt dem Park in den Lodronschen Primogenitur-Fideikommiss einzuverleiben.
1812 wurde Kahlsperg aus dem Fideikommiss ausgeschieden und an Johann B. Maffei verkauft. 1829 kam dessen Sohn Peter Paul von Maffei als Alleinbesitzer in das Grundbuch. Auf diesen folgte 1831 Johanna Karl, geborene von Maffei. Diese verkaufte 1836 den Besitz an Ernst Graf Coreth. Weitere Besitzer waren: Anton Gimpl und Katharina Pertinger (1846), Kajetan und Elise Mayr von Mayregg (1852), Kajetan Schneeberger (1860), Anton von Walterskirchen (1861), Moritz, Flora und Johanna von Walterskirchen (1872), Adolf Wolff (1873), Maurice Graf Ressequier de Miremont (1874), Natalie Schimpf (1878 durch Ersteigerung), Otto Wilhelm Freiherr von Walterskirchen und seine Frau Karoline (1893), Josef Wilhelm Graf Walterskirchen und Freiherr von Wolfsthal (1913). Josef Wilhelm und seine Frau Ladislaja von Walterskirchen übergaben den gesamten Besitz 1952 gegen eine Leibrente an die Halleiner Schwestern Franziskanerinnen, die dort ein Altersheim einrichteten.

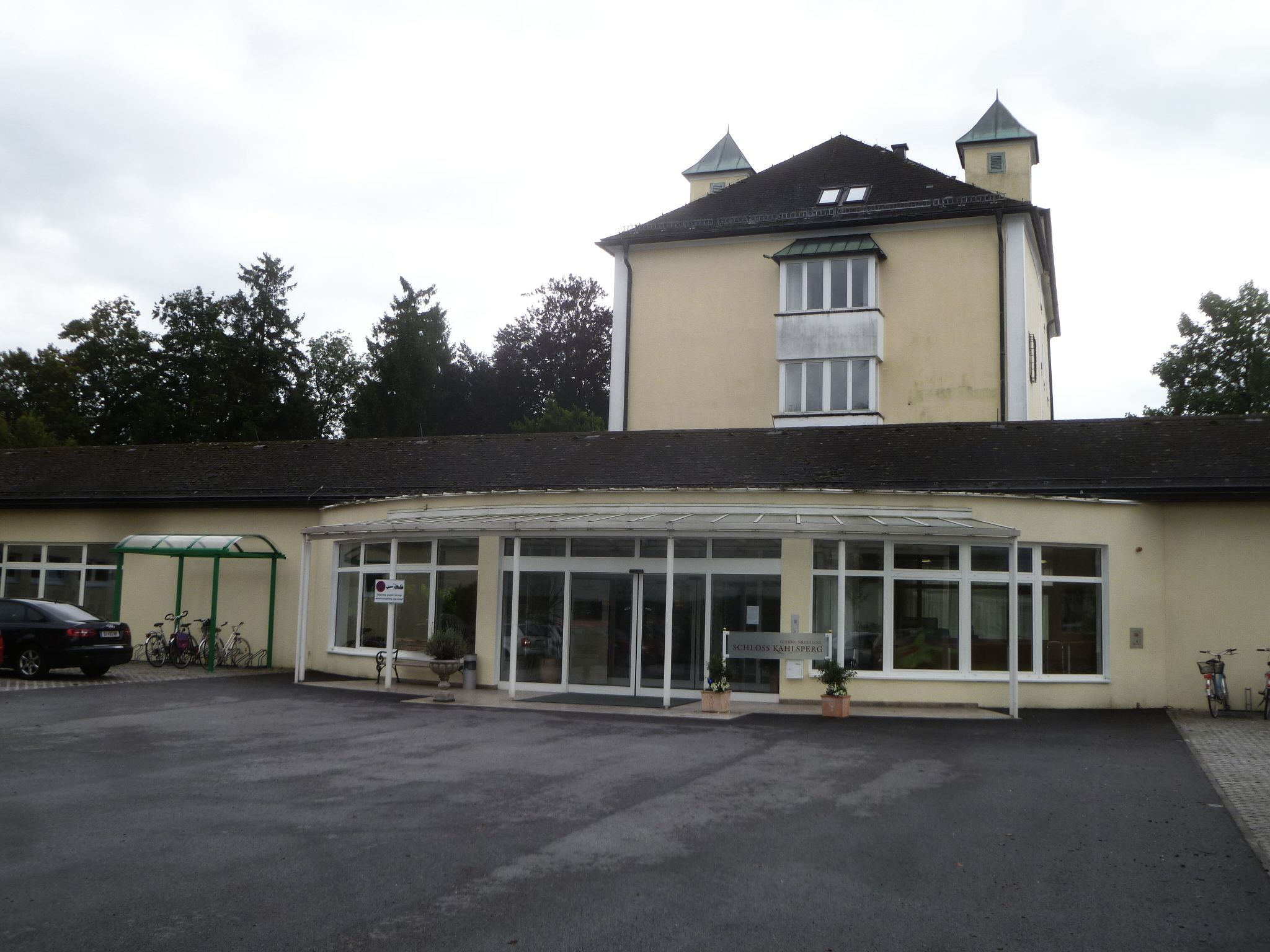
Vorbau

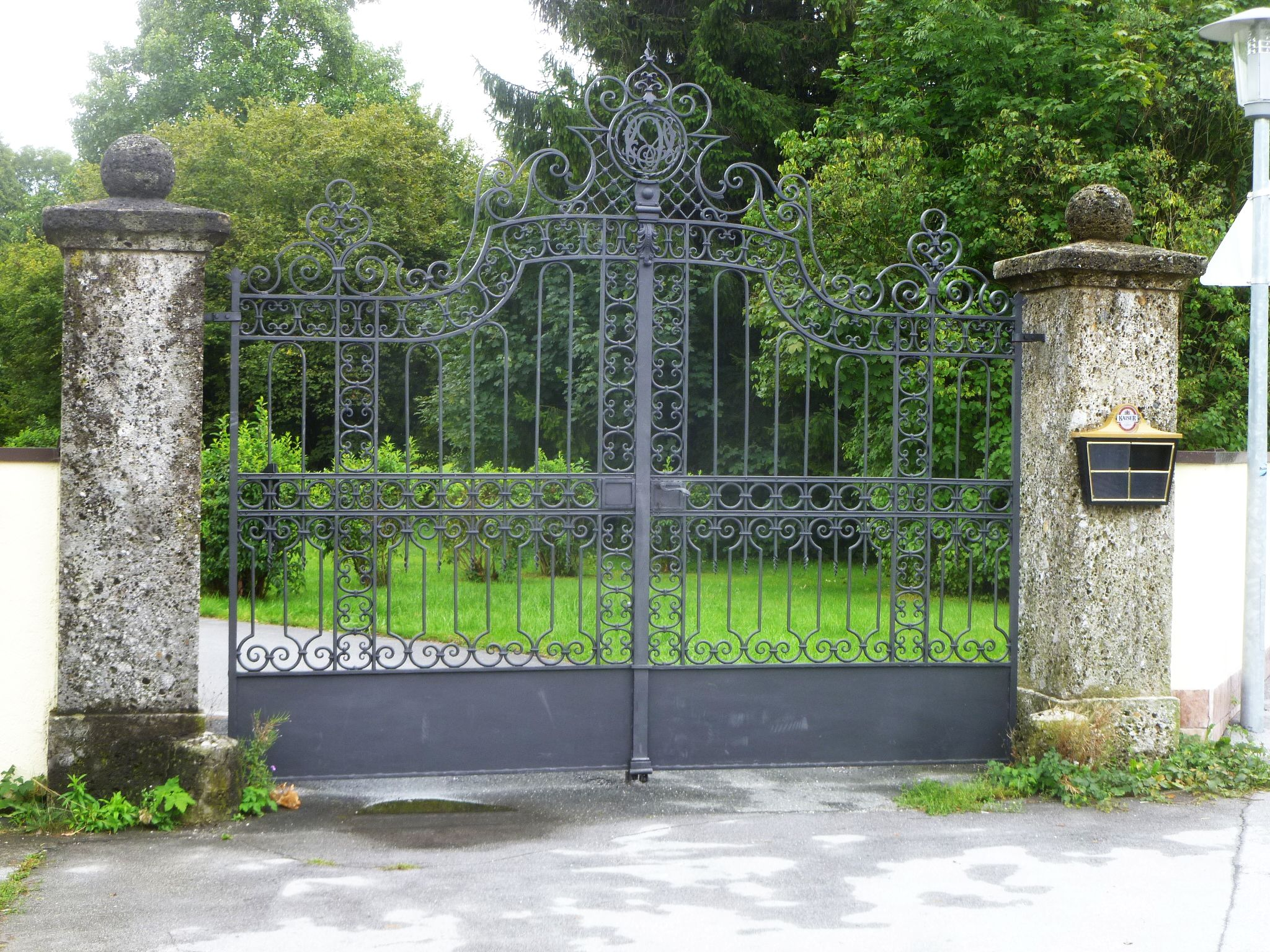
Parktor

## Schloss Kahlsperg heute
Das Schloss war ursprünglich eine Wasserburg, bzw. ein von Wassergräben umgebener Wohnturm. Im 19. Jahrhundert war der ausgetrocknete Weiher noch vorhanden. Der um das Schloss führende Wassergraben ist im Franziszeischen Kataster erkennbar. Das Schloss ist fünfgeschoßig mit vier Fensterachsen und vier aufgesetzten Ecktürmchen. Mit den Nebengebäuden entstand eine hufeisenförmige Anlage. 1966–1968 wurde die ursprüngliche Baustruktur durch Umbauten völlig zerstört. Heute ist unklar, ob die Baugeschichte in das 15. oder 14. Jahrhundert zurückführt. Der ehemalige Wirtschaftshof fiel dem Erweiterungsbau des Altersheimes zum Opfer. Vor dem Schloss wurde ein Vorbau mit einem verglasten Gang zum Hauptgebäude errichtet, der die Sicht auf das Schloss behindert. Von dem Park sind noch Tore mit gequaderten Pfeilern und Gittern erhalten.
Die Halleiner Schulschwestern waren bis 2017 der Rechtsträger der in dem Schloss untergebrachten Seniorenresidenz Schloss Kahlsperg. Heute sind die Casa Leben im Alter und die Caritas Salzburg die Träger des Pflegewohnhauses.